# Bursitis trocantérea
En medicina, se designa con el nombre de trocanteritis o bursitis trocantérea a la inflamación de alguna de las bolsas serosas situadas en la extremidad proximal del fémur, en la región donde se encuentra el trocánter mayor. Generalmente está provocada por microtraumatismos de repetición. El síntoma principal es dolor en la región de la cadera que aumenta con los movimientos de abducción y rotación de esta articulación, por ejemplo al sentarse o subir escaleras y durante la noche al acostarse sobre el lado afectado.

## Epidemiología
Es 3 veces más frecuente en mujeres que en varones. Aunque puede ocurrir a cualquier edad, predomina entre los 40 y 60 años y en personas obesas.

## Diagnóstico
El diagnóstico se basa en la valoración de los síntomas y las maniobras de exploración, existe dolor en la región externa de la cadera que aumenta en intensidad cuando se presiona la zona del trocánter mayor y también con la abducción, flexión y rotación externa de la cadera.

## Diagnóstico diferencial
Los síntomas guardan muchas similitudes con otros procesos que también provocan dolor en la misma región anatómica. La bursistis trocantérea debe distinguirse de las siguientes entidades:
- Bursitis iliopectínea.
- Bursitis isquioglútea.
- Tendinitis de aductores.
- Tendinitis de fascia lata.
- Cadera en resorte.

## Tratamiento
Al tratarse de una inflamación de la bursa localizada a nivel del trocánter mayor el tratamiento inicialmente se basa en reposo, aplicación de hielo local y medicación analgésica con el fin de disminuir dicha inflamación. Asociado a este tratamiento también es útil realizar determinados ejercicos Archivado el 5 de diciembre de 2021 en Wayback Machine. para conseguir estirar los tendones de los músculos afectos, así como la aplicación de ultrasonidos o TENS. En el caso de que dichas terapias no sean efectivas se suele recurrir a las infiltraciones de corticoides.
A la hora de dormir es cuando los pacientes suelen presentar mayores dificultades debido al gran dolor que dicha acción les ocasiona. Por dicho motivo es importante hacer hincapié en las mejores posturas para dormir en pacientes que sufren de trocanterítis.